# Cyme (Eolië)
Cyme (Oudgrieks: Κύμη Αιολίδας / Kymē Aiolidas; Latijn: Cumae) was een antieke Griekse stad in westelijk Klein-Azië, nabij de Ionische Zee en ten noorden van het hedendaagse Smyrna (İzmir) in Turkije. Het was de grootste en belangrijkste van de twaalf steden in Aeolië. Aan het einde van de 5e eeuw v.Chr. poogde Cyme onafhankelijkheid van de Perzische overheersing te bevechten, maar het was daarbij slechts bij vlagen succesvol. Later maakte de stad deel uit van het Seleucidisch koninkrijk en uiteindelijk van het Romeinse Rijk.
Kolonisten uit Cyme waren de belangrijkste stichters van de stad Cyme (Cumae) in Zuid-Italië.
De jonge Hesiodos emigreerde met zijn vader uit Cyme, en de geschiedkundige Eforos en de schrijver Herakleides werden er geboren.